# Gilles (voornaam)
Gilles is een jongensnaam, afgeleid van het Latijnse Egidius of Ægidius. Deze naam is weer te herleiden tot die van de Occitaanse katholieke heilige Sint-Gillis de Eremiet uit de 7e eeuw, die op zijn beurt is vernoemd naar de Oudgriekse aegis (αἰγίς): een wapenschild.
De Friese versie van de naam is Jilles.

## Bekende personen met deze voornaam
- Gilles Andriamahazo, Malagassisch generaal en president van Madagaskar.
- Gilles Bettmer, Luxemburgs voetballer.
- Gilles Binchois (ook wel Gilles de Bins genoemd), Henegouws componist.
- Gilles Müller, een tennisspeler uit Luxemburg.
- Gilles de Rais, was de erfgenaam van een uitgestrekt grondgebied in Bretagne en Anjou.
- Gilles Robert de Vaugondy, Frans geograaf en cartograaf.
- Gilles-Lambert Godecharle, Belgisch beeldhouwer.